# Leonard Myles-Mills
Leonard Myles-Mills (* 5. September 1973 in Accra) ist ein ehemaliger ghanaischer Sprinter.
Er gewann 1998 bei den Afrikameisterschaften in Dakar Bronze über 100 Meter, kam beim Leichtathletik-Weltcup in Johannesburg mit dem afrikanischen Team auf den dritten Platz in der 4-mal-100-Meter-Staffel und wurde bei den Commonwealth Games in Kuala Lumpur mit der ghanaischen 4-mal-100-Meter-Stafette im Finale disqualifiziert.
Im Jahr 1999 erreichte er über 100 Meter bei den Weltmeisterschaften in Sevilla das Halbfinale und siegte bei den Afrikaspielen in Johannesburg.
Bei den Olympischen Spielen 2000 in Sydney gelangte er über 100 Meter ins Halbfinale und schied mit der ghanaischen 4-mal-100-Meter-Stafette im Vorlauf aus.
2003 schied er bei den Hallenweltmeisterschaften in Birmingham über 60 Meter im Vorlauf aus. Bei den Weltmeisterschaften in Paris/Saint-Denis erreichte er über 100 Meter das Viertelfinale, und bei den Afrikaspielen in Abuja holte er Bronze über 100 Meter und Gold in der 4-mal-100-Meter-Staffel.
2004 scheiterte er bei den Hallenweltmeisterschaften in Budapest über 60 Meter in der ersten Runde. Bei den Olympischen Spielen in Athen drang er über 100 Meter ins Halbfinale vor und schied mit der ghanaischen 4-mal-100-Meter-Stafette in der Vorrunde aus.
Bei den Commonwealth Games 2006 in Melbourne erreichte er im Finale der 4-mal-100-Meter-Staffel mit dem ghanaischen Team nicht das Ziel.
Für die Brigham Young University startend wurde er 1998 und 1999 NCAA-Meister.

## Persönliche Bestzeiten
- 60 m (Halle): 6,45 s, 20. Februar 1999, Colorado Springs (Afrikarekord)
- 100 m: 9,98 s, 5. Juni 1999, Boise, ID
- 200 m: 20,54 s, 2. August 1998, Lappeenranta